# Runcorn
Runcorn is een plaats in het bestuurlijke gebied Halton, in het Engelse graafschap Cheshire. De plaats telt 61.252 inwoners.

## In de media
Scenarioschrijver Susan Nickson werd geboren in Runcorn. Haar comedyserie Two Pints of Lager and a Packet of Crisps (2001–2011) speelt zich af in de plaats. Buitenscènes werden gefilmd in Runcorn zelf, terwijl de binnenscènes in het bijzijn van publiek werden opgenomen in het BBC Television Centre te Londen.

## Geboren in Runcorn
- Luke Littler (2007)